# Jennifer Tisdale
Jennifer Kelly Tisdale (Neptune, 18 settembre 1981) è un'attrice e modella statunitense.

## Biografia
Sorella di Ashley Tisdale, è sposata dal 7 agosto 2009 con Shane McChesnie. La coppia ha una figlia, Mikayla Dawn, nata il 13 febbraio 2010.

## Filmografia

### Cinema
- Mr. Deeds, regia di Steven Brill (2002)
- Ted Bundy, regia di Matthew Bright (2002)
- Lo strangolatore (The Hillside Strangler), regia di Chuck Parello (2004)
- Dark Ride, regia di Craig Singer (2006)
- La coniglietta di casa (The House Bunny), regia di Fred Wolf (2008)
- The Brazen Bull, regia di Douglas Elford-Argent (2010)

### Televisione
- Undressed - serie TV (1999)
- City Guys - serie TV, episodi 4x14 (2000)
- Boston Public - serie TV, episodi 2x4 (2001)
- Raising Dad - serie TV, episodi 1x18 (2002)
- Clubhouse - serie TV, episodi 1x1 (2004)
- I Finnerty (Grounded for Life) - serie TV, episodi 5x4 (2004)
- High School Musical Dance-Along, regia di Art Spigel - film TV (2006)
- Zack e Cody al Grand Hotel (The Suite Life of Zack & Cody) - serie TV, episodi 2x37 (2007)
- Ragazze nel pallone - Pronte a vincere (Bring It On: In It to Win It), regia di Steve Rash - film TV (2007)
- Zack e Cody sul ponte di comando (The Suite Life on Deck) - serie TV, episodi 1x9-1x20 (2008-2009)